# El púding màgic
El púding màgic (Títol original: The Magic Pudding) és una pel·lícula d'animació australiana del 2000 dirigida per Karl Zwicky. La pel·lícula és una adaptació solta del llibre homònim de 1918 de Norman Lindsay. La versió original compta amb un repartiment de veu d'actors coneguts com Sam Neill, Geoffrey Rush, Hugo Weaving, Jack Thompson, Toni Collette i John Cleese. El 28 de juny de 2002, s'ha estat doblada al català per als cinemes.

## Argument
Bunyip Bluegum, un jove coala que sempre va pensar que era un orfe, descobreix que els seus pares poden estar vius, així que comença un viatge per trobar-los. En el seu viatge coneix a Bill Barnacle, un mariner a terra; a Sam Sawnoff, un pingüí entrenat; i l'Albert, un púding en constant regeneració a qui li encanta que es mengin.

## Repartiment
La pel·lícula va ser doblada al català l'any 2002 per l'estudi Deluxe 103.
| Personatge             | Veu original  | Veu catalana          |
| ---------------------- | ------------- | --------------------- |
| Albert el pudíng màgic | John Cleese   | Jordi Vila            |
| Bunyip Bluegum         | Geoffrey Rush | Òscar Muñoz           |
| Bill Barnacle          | Hugo Weaving  | Jordi Ribes           |
| Sam Sawnoff            | Sam Neill     | Joaquim Sota          |
| Buncle                 | Jack Thompson | Vicente Gil           |
| Ginger                 | Mary Coustas  | Maria del Mar Tamarit |
| Watkin                 | Greg Carroll  | Domènec Farell        |
| Patrick                | Dave Gibson   | Aleix Estadella       |
| Oncle Wattleberry      | Dave Gibson   | Adrià Frías           |
| Rumpus Bumpus          | John Laws     | Pepe Antequera        |
| Tom Bluegum            | Roy Billing   | Eduard Elias          |
| Meg Bluegum            | Toni Collette | Íngrid Morral         |

## Producció
La família Lindsay havia rebutjat anteriorment moltes peticions internacionals per vendre els drets d'"El púding màgic", preferint esperar fins que una empresa australiana presentés la fórmula adequada d'adaptació. Els anteriors contendents van ser Rolf Harris, Jim Henson Productions i fins i tot el mateix Walt Disney. Finalment, el 1997, els Lindsay van vendre els drets de la pel·lícula a Energee Entertainment, una de les companyies d'animació independents líders del país.

## Recepció
Va ser llançat amb crítiques mixtes i la majoria dels crítics el van percebre com un intent fallit de fer justícia al treball de Lindsay.
Crítics australians, com Louise Keller, Andrew L. Urban i David Edwards, han donat crítiques positives a la pel·lícula.
Després del bombardeig de la pel·lícula a la taquilla, Energee va tenir dificultats financeres. Va ser administrat el 28 de juny de 2002 i va tancar definitivament no gaire després.